# South Perth
South Perth è un sobborgo situato nell'area metropolitana di Perth, in Australia Occidentale; esso si trova a sud del centro cittadino ed è la sede della Città di South Perth. Al censimento del 2006 contava 11.301 abitanti.